# Kloster Münchsmünster

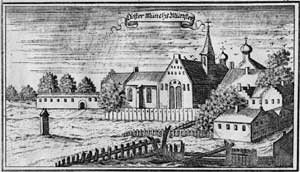
Stich des Klosters aus dem „Churbaierischen Atlas“ des Anton Wilhelm Ertl 1687

Das Kloster Münchsmünster ist ein ehemaliges Kloster der Benediktiner in Münchsmünster in Bayern im Bistum Regensburg.

## Geschichte
Das St. Petrus und St. Sixtus geweihte Kloster wurde durch Herzog Tassilo III. von Bayern gegründet und war bis 925 Kloster der Benediktiner, von 925 bis 1131 Kanonikerstift. Ab 1131 bis in das 16. Jahrhundert war Münchsmünster wieder Kloster der Benediktiner, Richard von Prüfening war der erste Abt, der jetzt nach der Hirsauer Reformbewegung in Münchsmünster wirkte. Im Jahr 1556 erlosch in den Wirren der Reformation das Kloster. Die bayerischen Herzöge setzten dann weltliche Verwalter ein. 1598 wurden die Güter dem Jesuitenkolleg Ingolstadt übergeben. 1782 fiel die Anlage an den Malteserorden. 1815 wurden Kloster und Kirche abgebrochen, das Kirchenportal fand in Landshut Verwendung als Friedhofstor.

## Liste der Äbte und Verwalter
Quelle:
1. Sigideo
2. Anno, 772, 806
3. Richard, 1131, 1141
4. Heinrich I., ca. 1162
5. Conrad I., ca. 1162
6. Hartwich, 1184
7. Heinrich II., 1264, 1268
8. Friedrich, 1285
9. Wernher, 1303
10. Berthold, 1311, 1330
11. Conrad II., 1340
12. Uto
13. Karl, 1342, 1343
14. Conrad III., 1347, 1354
15. Dietrich, 1358, 1380
16. Heinrich Mimhauser, 1384, 1402
17. Wilhelm Mendörfer, 1404, 1448; erhielt die Pontifikalien
18. Erhard Prakkendorfer, 1454, 1458
19. Johannes, 1484, 1503
20. Wolfgang, 1518
21. Placidus, 1524, 1548
22. Bernhard, 1548, 1554

Verwalter:
1. Sixtus Lanntz, Pfarrer, 1567

Laien:
1. Christian Puechperger, 1567
2. Igram von Schönprunn, 1575, 1592
3. Hans Georg Reckhenschink, 1596, 1597